# Rozsohivske, Narodîci
Rozsohivske (în ucraineană Розсохівське) este localitatea de reședință a comunei Rozsohivske din raionul Narodîci, regiunea Jîtomîr, Ucraina.

## Demografie
Componența lingvistică a localității Rozsohivske
     Ucraineană (100%)
Conform recensământului din 2001, toată populația localității Rozsohivske era vorbitoare de ucraineană (100%).